# Клермонт (Флорида)
Клермонт (англ. Clermont) — місто (англ. city) в США, в окрузі Лейк штату Флорида. Населення — 43 021 особа (2020).

## Географія
Клермонт розташований за координатами 28°33′30″ пн. ш. 81°45′53″ зх. д. / 28.55833° пн. ш. 81.76472° зх. д. (28.558302, -81.764779).  За даними Бюро перепису населення США в 2010 році місто мало площу 41,04 км², з яких 35,31 км² — суходіл та 5,73 км² — водойми.

## Демографія
Згідно з переписом 2010 року, у місті мешкали 28 742 особи в 11 216 домогосподарствах у складі 7999 родин. Густота населення становила 700 осіб/км².  Було 12730 помешкань (310/км²).
Расовий склад населення:
| - 71,7 % — білих - 14,4 % — чорних або афроамериканців - 4,2 % — азіатів - 0,4 % — корінних американців - 0,1 % — вихідців з тихоокеанських островів - 5,4 % — осіб інших рас |

До двох чи більше рас належало 3,8 %. Частка іспаномовних становила 17,8 % від усіх жителів.
За віковим діапазоном населення розподілялося таким чином: 23,5 % — особи молодші 18 років, 56,5 % — особи у віці 18—64 років, 20,0 % — особи у віці 65 років та старші. Медіана віку мешканця становила 40,9 року. На 100 осіб жіночої статі у місті припадало 89,8 чоловіків;  на 100 жінок у віці від 18 років та старших — 85,7 чоловіків також старших 18 років.
Середній дохід на одне домашнє господарство  становив 65 149 доларів США (медіана — 51 938), а середній дохід на одну сім'ю — 72 114 долари (медіана — 62 342). Медіана доходів становила 42 332 долари для чоловіків та 36 751 долар для жінок. За межею бідності перебувало 14,1 % осіб, у тому числі 19,5 % дітей у віці до 18 років та 7,8 % осіб у віці 65 років та старших.
Цивільне працевлаштоване населення становило 11 852 особи. Основні галузі зайнятості: освіта, охорона здоров'я та соціальна допомога — 29,7 %, мистецтво, розваги та відпочинок — 18,8 %, роздрібна торгівля — 10,0 %, науковці, спеціалісти, менеджери — 9,4 %.